# Noème (philosophie)
Pour les articles homonymes, voir noème.
En philosophie, dans le vocabulaire de Platon et d’Aristote, la noèse (du grec ancien νόησις / nóēsis, « intellection ») désigne l’opération de l’esprit appliquée à l'universel abstrait, et le noème (du grec νόημα / nóēma, « concept »), désigne son objet conceptuel. En phénoménologie, la noèse est l'acte de penser, et un noème est un objet intentionnel de pensée, selon le dictionnaire Larousse.

## Définitions
Selon Husserl, la noèse est l'acte même de penser tandis que le noème est le contenu objectal de cette pensée. La noèse est le processus conscient du travail cérébral. Le noème serait l'objet « intentionnel » des actes de conscience, (et non pas : l'objet « en soi »), donc un objet de conscience comme tel. Le noème est une composante idéelle du vécu [réf. nécessaire]. Au cœur du concept de noème, on trouve le « sens ».
Ce qui concerne la représentation d'un objet est noématique, alors que la noétique concerne tout ce qui est de l'ordre des actes de conscience, de l'acte transcendantal lui-même, de la manière dont l'objet est visé.